# Kráľ
Kráľ é um município da Eslováquia, situado no distrito de Rimavská Sobota, na região de Banská Bystrica. Tem 11,08 km² de área e sua população em 2018 foi estimada em 952 habitantes.

## Demografia
| Ano:        | 1994 | 2004   | 2014   | 2024   |
| ----------- | ---- | ------ | ------ | ------ |
| Broj ljudi: | 909  | 925    | 968    | 932    |
| Razlika:    |      | +1,76% | +4,64% | -3,71% |

| Ano:               | 2023 | 2024   |
| ------------------ | ---- | ------ |
| Número de pessoas: | 934  | 932    |
| Diferença:         |      | -0,21% |